# Regionalliga Bayern
Regionalliga Bayern este o diviziune a competiției fotbalistice Regionalliga care se situează pe nivelul 4 în sistemul competițional din Germania. În competiție participă cluburi din regiunea Bavaria.